# Проблема с гравитацией
Проблема с гравитацией: разгадывая тайну под нашими ногами (англ. The Trouble With Gravity) ― научно-популярная книга американского популяризатора науки, журналиста Ричарда Панека. Книга впервые вышла в свет 9 июля 2019 года.

## Содержание
Книга начинает свою первую главу с обсуждения древней истории и что древние люди знали о гравитации. В этой главе описаны различные верования в богов и того, как эти религиозные взгляды формировались существованием гравитации и ее преобладанием над живыми существами и всей материей. Темы горы Олимп и истории культур аборигенов в Австралии говорит о том, что небо отделено от земли и создает разделение между людьми и божественным. В книге отмечается, что гравитация часто рассматривалась в таком контексте как нечто, влияющее только на людей на Земле, а не как универсальная сила. Также рассматриваются авторы и те, кто придерживается философской стороны темы, в том числе Данте Алигьери и Эрнст Мах.
Во второй главе исследуется, как гравитация сформировалась с самого начала Вселенной, а также как Большой взрыв, возможно, создал большое количество параллельных вселенных, и что гравитация не является источником нашей Вселенной, а проникает через пространство-время в нашу. Затем Панек переходит к истории человечества и к тому, как было впервые было научно открыто явление гравитации Исааком Ньютоном, и как это открытие повлияло на умы его современников. В книге приведены примеры других ученых и их хронологические открытия о гравитации, включая Иоанна Филопона, Николая Коперника, Галилео Галилея, Альберта Эйнштейна и Вернера Гейзенберга.

## Отзывы
Издание «Weekly» в своей рецензии отметило, что данная книга отличается от других научных книг по аналогичным темам тем, что имеет «дружескую непринужденность беседы в кафе».
Сложная научная тема в книге, могут сбить читателя с толку, отметил писатель журнала «Undark Magazine» Дэн Фальк, но стиль повествования Панека позволяет раскрыть тему со «скромностью и юмором».
«Kirkus Reviews» называет книгу «полезным учебником по силе, которая все еще не до конца изучена», и что многим читателям «понравится экспертное описание Панека» в сложной области исследования.
Клара Московициз в журнале «Scientific American» пишет, что это «прекрасное и философское исследование самой слабой силы природы» поможет читателям понять суть, несмотря на то, что они не могут ответить на фундаментальный вопрос, касающийся гравитации.
Рецензент «Библиотечного журнала» Сара Томпсон называет работу Панека «одной из лучших книг по физике после открытия гравитационных волн», и что все читатели найдут текст доступным и понятным.